# Diamant (låt av Juliana Pasha)
"Diamant" är en låt på albanska framförd av sångerskan Juliana Pasha.
Låten är skriven av Pirro Çako, som tidigare arbetat och producerat låtar som "It's All About You" och "Sa e shitë zemrën" med Pasha. Låten är komponerad av den framgångsrike makedoniske kompositören Darko Dimitrov. Diamant var Pashas bidrag i musiktävlingen Kënga Magjike 14, som hölls i november 2012. Med låten tog sig Pasha till den andra semifinalen av tävlingen, och väl i final fick hon 657 poäng för bidraget. Poängen räckte till en tredjeplats, endast slagen av vinnaren Alban Skënderaj och tvåan Aleksandër & Renis Gjoka.